# Gare de Mauzé
Gare de Mauzé vasútállomás Franciaországban, Mauzé-sur-le-Mignon településen.

## Vasútvonalak
Az állomást az alábbi vasútvonalak érintik:
- Saint-Benoît-La Rochelle-Ville-vasútvonal

## Kapcsolódó állomások
A vasútállomáshoz az alábbi állomások vannak a legközelebb:
- Gare de Prin-Deyrançon
- Gare de Surgères